# جون أرشيبالد مكدونالد
جون أرشيبالد مكدونالد هو سياسي كندي، ولد في 25 فبراير 1851، وتوفي في 17 فبراير 1925. حزبياً، نشط في الحزب الليبرالي الكندي. وقد انتخب عضو مجلس العموم الكندي.